# ناوشکن کلاس آکیزوکی (۲۰۱۰)
ناوشکن کلاس آکیزوکی (۲۰۱۰) (به انگلیسی: Akizuki-class destroyer (2010)) یک کلاس از کشتی است که طول آن ۱۵۰٫۵ متر (۴۹۳ فوت ۹ اینچ) می‌باشد.